# 朱服
朱服（1048年—?），字行中。湖州烏程（今浙江湖州）人。
朱臨之子。朱肱之兄。朱服生於慶曆八年（1048年）。神宗熙寧六年（1073年）進士及第，歷官淮南節度推官、國子監修撰。哲宗紹聖元年（1094年），召爲中書舍人。紹聖四年，知萊州。徽宗建中靖國元年（1101年）任廣南東路經略安撫使。黜知袁州。因曾與蘇軾遊，入元祐黨籍，貶海州團練副使，再貶蘄州（今湖北蘄春）。改興國軍，卒於任上。《全宋詞》存其詞一首。有一子朱彧。